# نفطة (مدينة)
نِفْطَة مَدِينَة تقعُ فِي ولاية توزر فِي أقصَى الجَنوب الغَربيِّ للجمهوريَّة التونسيَّة. تعتبَر مِنْ أهَم مُدن منطَقة الجريد فِي تُوْنِس وَإلى جَانب كُل مِنْ دقاش وَتوزر، تموقعَت نفطة عَن العَاصِمَة بما مِقدَاره 459 كِيلومترًا، وقد بلغَ عدد سُكانِهَا نحوَ 21654 نَسمَة بحَسب إحصَائِيات عَام 2014 ميلاديَّة.

## الجغرافيا
تبعد نفطة 459 كم على العاصمة تونس وتقع على بعد 24 كم غرب مركز ولاية توزر.

## التاريخ
- صور عن نفطة في فترة الاستعمار الفرنسي (1981-1956)

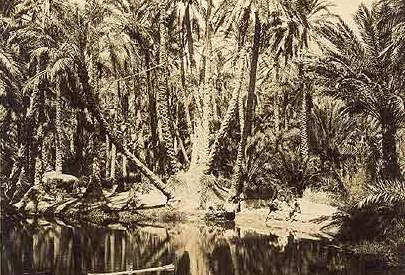
واحة نفطة، حوالي سنة 1930.
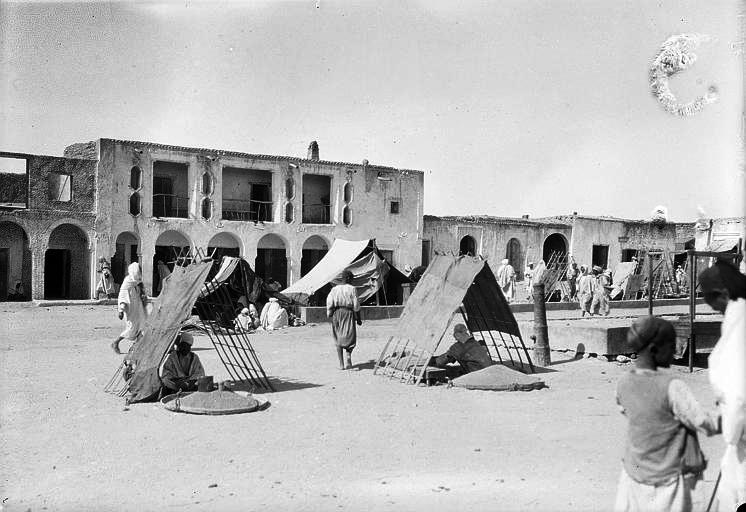
سوق نفطة
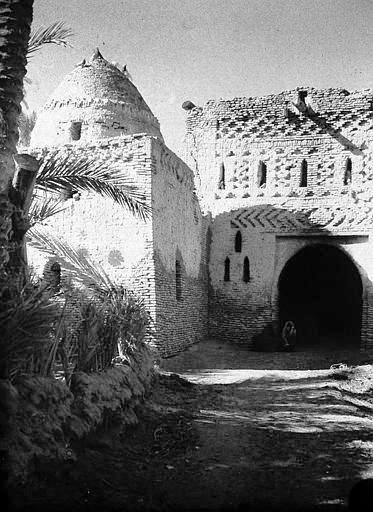
المدينة العتيقة في نفطة - تونس -
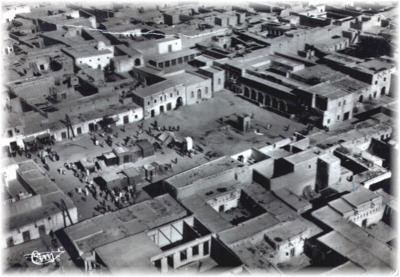
رؤية فضائية عن مدينة نفطة في الخمسينات
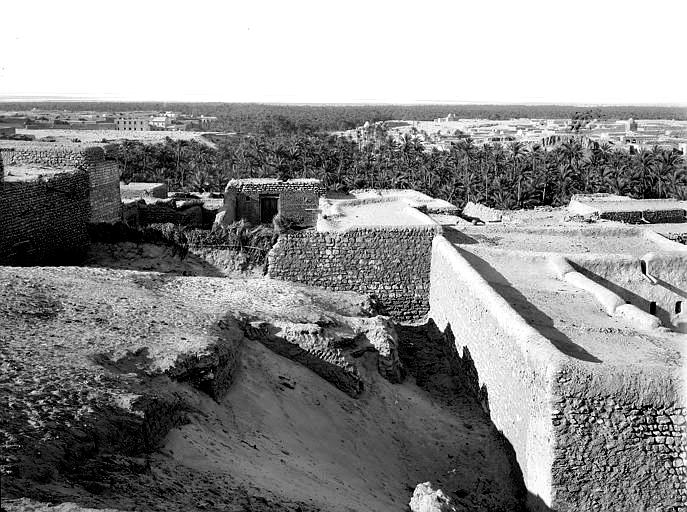
نفطة وواحتها
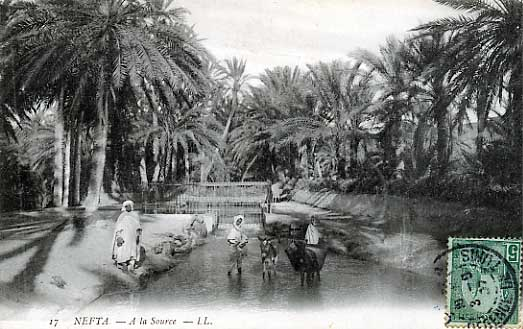
وادي الصيد بنفطة
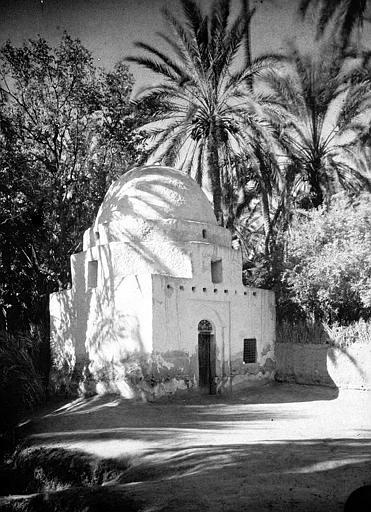
سيدي نصير بنفطة - تونس -

## أعلام
- مصطفى خريف
- محمد الخضر حسين
- فيصل جاب الله
- الميداني بن صالح
- بشير خريف
- حسين الشوك